# 여준홍
여준홍(1976년 4월 5일 ~)은 OB 베어스의 전 야구 선수다. 동대문상업고등학교를 졸업했다.

## 같이 보기
- 1996년 OB 베어스 시즌